# Wolanów (Powiat Radomski)
Wolanów ist ein Dorf sowie Sitz der gleichnamigen Landgemeinde im Powiat Radomski der Woiwodschaft Masowien, Polen.

## Gemeinde
Zur Landgemeinde Wolanów gehören folgende 23 Ortschaften mit einem Schulzenamt:
Bieniędzice
Chruślice
Franciszków
Garno
Jarosławice
Kacprowice
Kolonia Wolanów
Kowala-Duszocina
Kowalanka
Młodocin Większy
Mniszek
Podlesie
Rogowa
Sławno
Strzałków
Ślepowron
Wacławów
Waliny
Wawrzyszów
Wolanów
Wymysłów
Zabłocie
Weitere Orte der Gemeinde sind Podkończyce und Wola Wacławowska.